# Rujevac (gmina Ljubovija)
Rujevac (cyr. Рујевац) – wieś w Serbii, w okręgu maczwańskim, w gminie Ljubovija. W 2011 roku liczyła 353 mieszkańców.